# Dendranthema arisanense
Dendranthema arisanense là một loài thực vật có hoa trong họ Cúc. Loài này được (Hayata) Y.Ling & C.Shih mô tả khoa học đầu tiên năm 1980.